# Luís Fróis
Pour les articles homonymes, voir Frois.
Luís Fróis, né à Lisbonne en 1532 et mort à Nagasaki (Japon) le 8 juillet 1597, est un prêtre jésuite portugais. Arrivé parmi les premiers missionnaires au Japon, il est également considéré comme un des premiers japonologues. Ses lettres et son histoire du Japon sont une source importante d'informations sur cette époque. 

## Biographie

### Jeunesse en Europe
Né à Lisbonne en 1532, Luís Fróis est élevé à la cour du roi Jean III où il reçoit une éducation humaniste. En février 1548, il entre dans la Compagnie de Jésus, devenue populaire au Portugal, grâce à la présence et la vie exemplaire de Simon Rodrigues, un des premiers compagnons d’Ignace de Loyola. 
Quelques semaines plus tard, Fróis embarque avec neuf autres jésuites à destination de l'Inde.

### En Inde et à Malacca
Fróis arrive à Goa en octobre 1548. Il fait partie du groupe conduit par Gaspar Barze. À Goa, les jésuites sont installés depuis 1542 ; François Xavier est leur supérieur provincial. 
En 1554 Melchior Nunes Barreto le prend comme compagnon de voyage vers l’Extrême-Orient, mais le laisse responsable d’une petite école à Malacca (1555-1557). Il y fait office de « lien postal » également, recopiant les lettres venant du Japon et les réexpédiant vers Goa et le Portugal. Il est de retour à Goa en 1558 où il fait les études de théologie qui préparent au sacerdoce. Fróis est ordonné prêtre, à Goa, en 1561.

### Au Japon
Peu après son ordination il est envoyé au Japon. Il débarque au port de Yokoseura le 6 juillet 1563. De ce jour, et jusqu'à la fin de sa vie, il vivra au Japon, excepté trois années passées à Macao : cela fait une longue période de trente ans.  Son premier travail est pastoral, même s’il ne connaît pas encore la langue. Accompagné d’un interprète il visite les îles de Hirado. 
Il est immergé le plus souvent dans la culture japonaise, éloigné des postes européens. L’instabilité politique — et des réactions sporadiquement hostiles au christianisme — font qu’il est parfois expulsé et doit alors déménager. Le temps libre que cela lui donne lui permet d’approfondir ses connaissances de la langue et la civilisation japonaise qu’il admire sincèrement. Il est bientôt couramment accueilli auprès des seigneurs locaux. 
En 1572 il est l’interprète du nouveau supérieur jésuite Francisco Cabral quand celui-ci visite les différentes autorités du pays.  Pendant une douzaine d’années il réside dans la capitale japonaise de Kyoto (le Miyako, c'est-à-dire « Ville capitale ») mais, en fait, il est souvent en voyage. Ainsi il accompagne et est interprète d’Alessandro Valignano lorsque celui-ci fait la visite canonique de la mission (1580-1582). C’est Valignano qui, impressionné par ses connaissances et sa culture japonaise, lui demande de mettre par écrit les événements qui marquent les débuts du christianisme au Japon.
Assistant du nouveau vice-provincial Gaspar Coelho, il l’accompagne dans ses visites durant 9 ans, de 1581 à 1590. Le premier volume de son Histoire du Japon est achevé en 1586.  En mai 1586 il est l’interprète de Coelho à l’audience que leur accorde Toyotomi Hideyoshi. La rencontre, importante et délicate, n’a pas le succès escompté. Hideyoshi bannira le christianisme l’année suivante (1587).  
De 1587 à 1589 il rédige la seconde partie de son Histoire du Japon. En octobre 1592 Alessandro Valignano le prend avec lui lorsqu'il retourne à Macao. Fróis y continue son travail sur les débuts du christianisme au Japon. Il achève les derniers chapitres de son œuvre en février-mars 1594
Malade et ayant la prémonition que sa fin est proche, il demande en 1595 l’autorisation de rentrer au Japon, dont il a fait sa vraie patrie, pour y finir ses jours. Il meurt à Nagasaki le 8 juillet 1597.

## Œuvres principales
Selon José Manuel Garcia, Luís Fróis est le plus important auteur européen ayant écrit sur le Japon pendant le « siècle chrétien » ; il place ses œuvres devant celles d'Alessandro Valignano et de João Rodrigues. 
- Traité de Luís Fróis, S.J. (1585) sur les contradictions de mœurs entre Européens et Japonais, traduit du portugais, Paris, Chandeigne, 1993.
- História do Japão (1583 – 1597), Lisbonne, Josef Wiki, 1976.

## Hommages
- A Yokoseura, l’ancien port où arriva initialement au Japon Luís Fróis, un parc historique a été aménagé et une statue de Luís Fróis érigée ; ils font partie des éléments historiques promus par la branche régionale (ile de Kyūshū) du Ministère des territoires, des infrastructures, des transports et du tourisme (MLIT), dont l'histoire des relations avec l'Occident[2].
- En 1993, une statue de Luís Fróis est érigée dans le Parc des martyrs de Nagasaki.
- En 1997, à l'occasion du 4e centenaire de sa mort, une pièce de 200 escudos portugais a été gravée à l'effigie de Luís Fróis. Elle reprend l'illustration de l'estampe japonaise où il discute avec Oda Nobunaga.
- La même année, à Macao, une série de timbres fut émise, représentant Luís Fróis.
- Une rue de Macao porte son nom : « rua Luis Frois ».